# Käthe Wenzel
Käthe Katrin Wenzel (* 1. November 1972 in Aachen) ist eine bildende Künstlerin. Sie beschäftigt sich mit Utopie, Zukunft und alternativen Weltentwürfen. Dazu infiltriert sie städtische Systeme und Service-Leistungen.

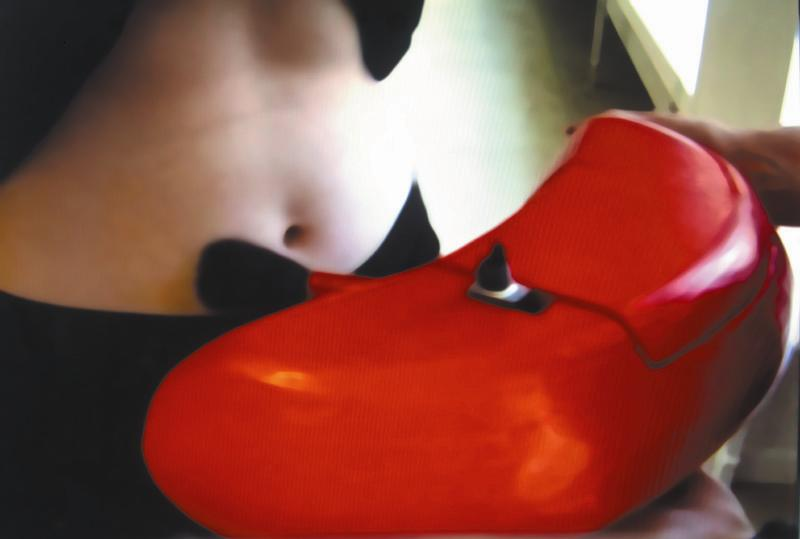
Käthe Wenzel und Lisa Glauer: Egostroking Machine, 2007

## Leben

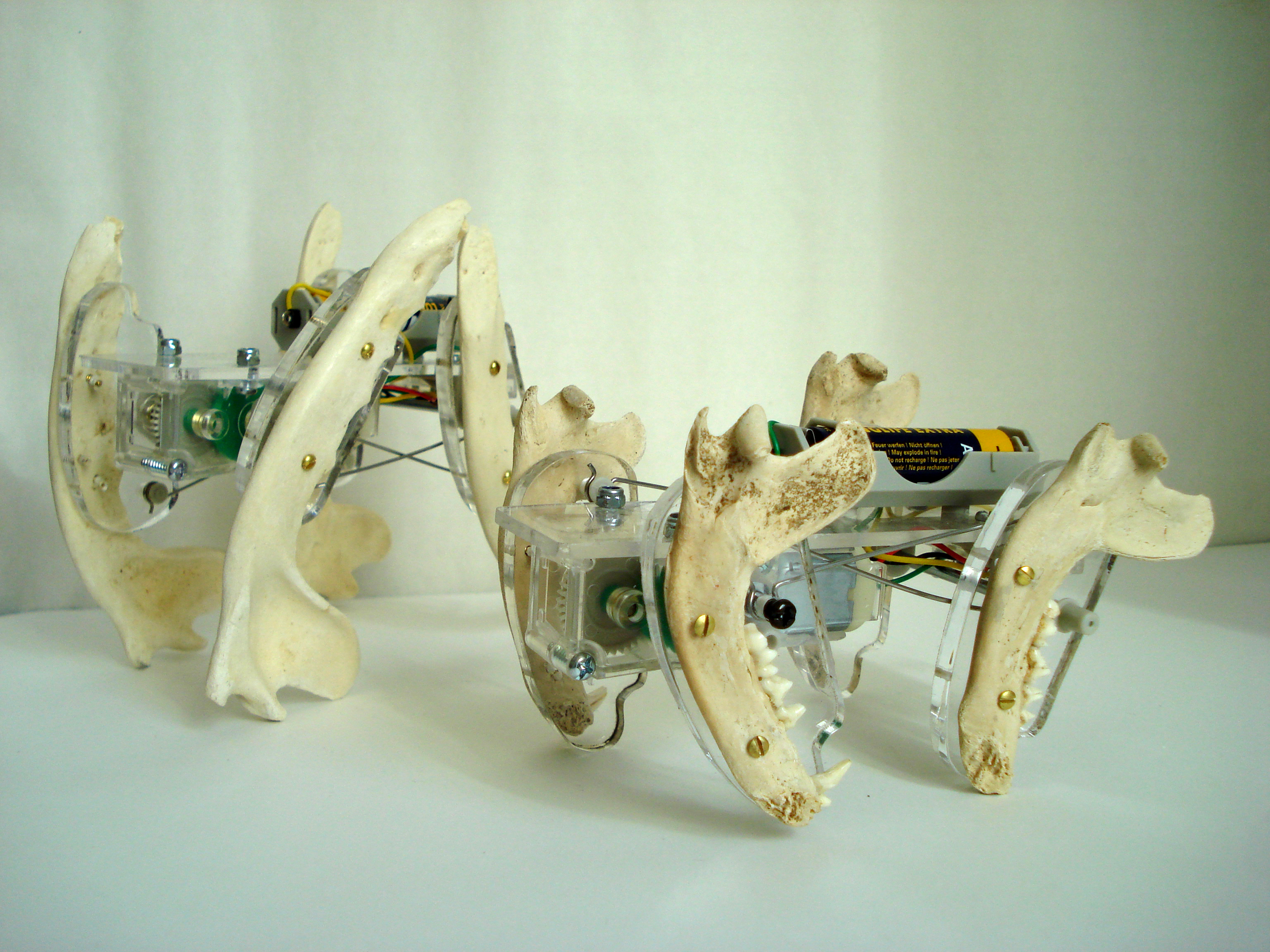
Käthe Wenzel: Bonebots, 2010

Sie studierte in Marburg, Florenz und Berlin. 2003 promovierte sie mit einer Arbeit über „Fleisch als Werkstoff. Kunst auf der Schnittstelle von Kunst und Medizin“ und alternative künstlerische Strukturen in der DDR an der Humboldt-Universität zu Berlin. Ihre künstlerischen Arbeiten wurden international ausgestellt.
Sie war Fulbright Exchange Scholar an der School of Visual Arts in New York, USA bis 2010. Dort entwickelte sie als direkte Reaktion auf die Stadt das Cartoonorama-Projekt, das Zeichnen, Interview und Kartographie verbindet.
Seit 2016 ist Wenzel Professorin für Ästhetische Praxis in ihren Kontexten an der Europa-Universität Flensburg.

## Künstlerisches Schaffen
Ihre Arbeiten funktionieren als dystopische und utopische Fußnoten zum Weltgeschehen. Sie zielen auf Teilhabe, Kommunikation und die Unterwanderung der Hegemonialkultur – von der Straße bis ins Internet. Dazu benutzt sie Zeichnung, Interview, Internet, Mechanik/Elektronik und Street Art. Sie nutzt vorhandene städtische Systeme wie Beschilderungen, Werbeflächen, öffentliche Bildschirme. Zentrales Instrument ist das Gespräch mit Interviewpartnern und das gemeinsame „allmähliche Verfertigen der Ideen beim Zeichnen“.

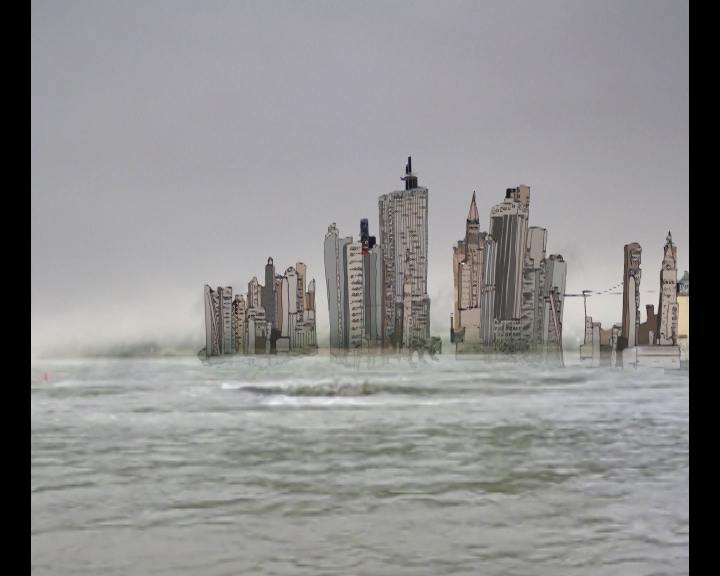
Käthe Wenzel: Future M, Still, 2016

Wenzel ist der Ansicht, dass neue Arten des Sehens, die sich unter dem Einfluss des Internets und durch veränderte Auffassungen von urbanem Raum entwickelt haben, besonders geeignet sind, Tiefenstrukturen des Alltags zu infiltrieren und künstlerisch zu nutzen.

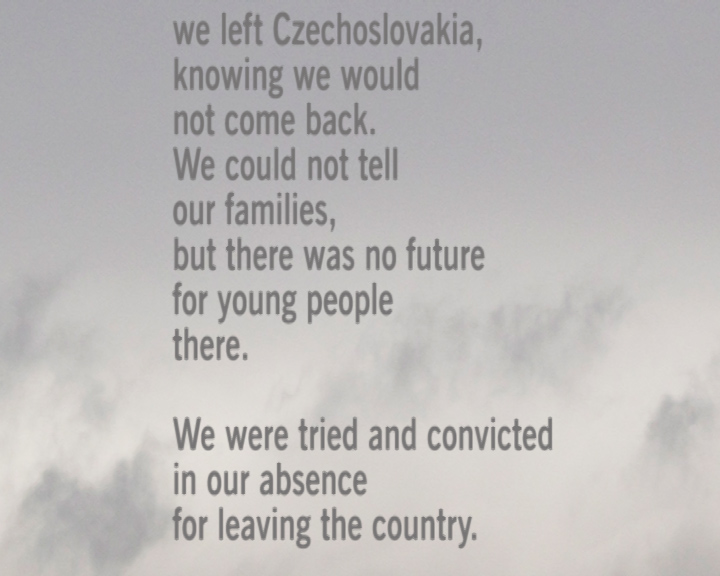
Käthe Wenzel: Future M, Still, 2016

Ihre Werke befinden sich u. a. im Besitz des Deutschen Technikmuseums Berlin; im Szént István Kerály Muzeum, Székesfehérvár, Ungarn, im Oldenburger Stadtmuseum, im Römer-Pelizäus-Museum und im Mittelrheinmuseum Koblenz.

## Werke
- 2016- Future M (Internet und Außenraum, Ladestraße),  fortlaufendes weltweites Projekt mit interviewbasierten Animationen zu Stadtkulturen/Migration/Wahlidentitäten. Interview, Zeichnung, Animation, Internet, Schilder,
- Bilder von Morgen (Deutsches Technikmuseum Berlin, Außenraum, Ladestraße), 2011, Serie von 19 Tafeln jeweils 190 × 115 cm, Zeichnung, Druck, Schilder
- Parallelgesellschaft Utopia (Sammlung der Stadt Viersen und Kunstverein Gütersloh, Straßenschilder im Stadtraum), 2015, 60 Tafeln jeweils 15 × 40 cm
- 2016 Future M – interviewbasierte Animationen, Internet und Straßeninstallation; Alma on Dobbin, New York, USA, U-Bahn-Fernsehen "Berliner Fenster", Berlin
- 2015 Love + Loss, LENTOS Kunstmuseum Linz, Österreich (Katalog); Stadtbesetzung Urban Art NRW mit Straßenschild-Installationen in Viersen, Gütersloh, Schmallenberg, Lemgo, Schöppingen (Katalog)
- 2014 Die Zukunft der Vergangenheit – Stadtmuseum Oldenburg, 8 Meter breite Zeichnung basierend auf Interviews mit Oldenburger*innen und ihren Ideen für ein Museum der Zukunft. Zum 100. Geburtstag des Stadtmuseums Oldenburg (Katalog)
- 2013 Bilder von Morgen – Berliner Technikmuseum
- 2012 WasserKarte – Radweg und interviewbasierte Zeichnungen zu den Wasserwegen der Region, DA Kunsthaus Kloster Gravenhorst
- 2011 Cliché Verre in the Digital Age – Jenkins Johnson Gallery, San Francisco, USA; GrensMap Cartoon Mapping entlang der deutsch-niederländischen Grenze (Katalog)
- 2010 Campustour 2010 Uni Flensburg – Interaktives Cartoon Mapping; fluxfactory science fair – Fluxfactory, New York, USA
- 2009 Robo-Improvisation Arena – publikumsgesteuerte Malroboter, Alma on Dobbin, New York und Gallery F., Nashville, USA
- 2008 Off the Wall, mit Levi Okunov – Jüdisches Museum New York, USA; Way to Identity. New Page. – Art Center Kulanshi, Astana, Kasachstan; Neue Kunst in den Neuen Kammern – Neue Kammern Park Sanssouci
- 2007 Blick in den Körper – Landesmuseum Koblenz; Jellibelly Bauchpinsel-Service, mit Lisa Glauer – Bauchpinselmaschine und Service zur Erhöhung des Selbstwertgefühls auf dem zeitgenössischen Arbeitsmarkt, OFFOFF, Bern, Schweiz und Galerie Nord / Kunstverein Tiergarten, Berlin
- 2006 Missing Link: Art meets Biomedicine – Berliner Medizinhistorisches Museum und Schafler Gallery, New York, USA (Katalog); Maßwerk und Knotenpunkt, Schnur-Installation in der Abguss-Sammlung Antiker Plastik, Berlin; Blütenlese – Einzelausstellung im Botanischen Museum, Berlin; forma corporis – Museum Waidhofen, Waidhofen/Ybbs, Österreich

## Publikationen
- Parallelgesellschaft Utopia – Last Exit Utopia. Katalog. Schöppingen, Berlin 2015, ISBN 978-3-00-050545-4.
- mit Lisa Glauer: Bauchpinselmaschinenservice. Katalog zum Service-Projekt. ArtTransponder, Berlin 2009, ISBN 978-3-86664-512-5.
- mit Wolfgang Knapp, Cornelius Frömmel und Thomas Schnalke (Hrsg.): missing link – Kunst trifft Biomedizin. Public understanding of art and sciences – art meets biomedicine. Katalog zur Ausstellung im Medizinhistorischen Museum der Charité, Berlin. Universität der Künste, Berlin 2008, ISBN 978-3-89462-133-9.
- Apokryphen. Katalog mit Beiträgen von Steffen Siegel, Heike Fuhlbrügge und Nina Samuel. kurt im hirsch, Berlin 2003, ISBN 3-00-012146-3.
- mit Lisa Glauer und Tatjana Fell: Es fehlt ein Stück. Gratwanderungen zwischen Kunst und (Natur-)Wissenschaften.  / A decisive Part is missing. Negotiations between art and sciences. Mensch & Buch, Berlin 2008, ISBN 978-3-86664-358-1.
- Fleisch als Werkstoff. Objekte auf der Schnittstelle von Kunst und Medizin. Dissertation. Weissensee, Berlin 2005, ISBN 3-89998-056-5.
- mit Marc-Thorsten Hütt: Chaotic Pattern Machine. In: Kunst und Energie. Transfer, Beiträge zur Kunstvermittlung No. 9. Einzelbeiträge des NRW Modellprojektes KWW-Stipendien. Schöppinger Forum der Kunstvermittlung, Schöppingen 2011, ISBN 978-3-937828-24-4.